# Depression Cherry
Depression Cherry é o quinto álbum de estúdio da dupla americana de dream pop Beach House. Foi produzido pelo grupo ao lado de Chris Coady, sando lançado em 28 de agosto de 2015, pela Sub Pop nos Estados Unidos, Bella Union na Europa, Mistletone Records na Austrália, Hostess Entertainment no Japão e Arts & Crafts no México. O álbum foi gravado no Studio in the Country em Bogalusa no estado de Louisiana, durante novembro de 2014 até janeiro de 2015. Reagindo à sua insatisfação em usar bateria ao vivo em turnê para tocar músicas de seu álbum anterior, Bloom (2012), para Depression Cherry, a banda retornou com arranjos mais simples, mesclando a sonoridade com os de seus dois primeiros lançamentos de estúdio. "Sparks" foi lançado como single principal em 1º de julho. O álbum recebeu críticas positivas da crítica. Menos de dois meses depois de lançar Depression Cherry, a dupla publicou seu sexto álbum, Thank Your Lucky Stars.

## Antecedentes e Gravação
Depois que Beach House concluiu a turnê de seu álbum anterior, Bloom (2012), o grupo fez uma pausa por seis meses. Incerta sobre seu futuro no ramo da música, a cantora/tecladista Victoria Legrand disse: "Não me sinto nem um pouco criativa... apenas penso bem, talvez nunca mais tenha outra ideia para a musica". Ela acrescentou: "Eu pessoalmente senti que precisava de alguns meses sem fazer nada". Legrand ficou frustrada e limitada criativamente pela presença de uma bateria ao vivo na turnê para tocar as músicas de Bloom por causa "do ruído que ela cria e da quantidade de espaço que ocupa". O guitarrista Alex Scally concordou, dizendo: "Havia um sentimento transparente, [as músicas] não pareciam tão matizadas".
Embora algumas ideias de composição do Depression Cherry tenham surgido por volta de 2012, Beach House escreveu a maior parte do disco entre o outono de 2013 até 2014; "10:37" foi uma das primeiras músicas escritas neste período. O álbum foi gravado no Studio in the Country em Bogalusa na Louisiana durante um período de dois meses, por volta do mês de novembro de 2014 até janeiro de 2015. A sua produção foi realizada ao lado do produtor Chris Coady, a qual está ao lado da banda desde o Teen Dream (2010). Antes de entrar na banda em estúdio, eles lhe enviaram gravações telefônicas de algumas de suas composições em andamento. Para a música "Days of Candy", eles contrataram oito cantores do Pearl River Community College em busca de criar um coral de 24 vozes. Depois de completar está canção e "Levitation", a banda sabia que tinha as faixas de encerramento e abertura do álbum, respectivamente, e considerou o disco concluído. Todas as faixas foram remixadas em Sunset Sound em Hollywood, exceto "Beyond Love" a qual teve a sua remixagem realizada no estúdio Sonic Ranch em Tornillo, Texas.

## Divulgação e lançamento
No dia 26 de maio de 2015, Beach House anunciou Depression Cherry junto com as datas da turnê de promoção ao disco. Segundo a banda, o álbum é um retorno ao estilo mais simples de dream pop de seus dois primeiros álbuns. Em comunicado à imprensa no site da Sub Pop, o grupo declarou:
Em geral, este disco mostra um retorno à simplicidade, com músicas estruturadas em torno de uma melodia e alguns instrumentos, com a bateria ao vivo desempenhando um papel bem menor. Com o sucesso crescente de Teen Dream e Bloom, os palcos e salas maiores naturalmente impulsionaram para um lugar mais barulhento e agressivo; um lugar mais distante das nossas tendências naturais. Aqui, continuamos a nos deixar evoluir ignorando completamente o contexto comercial em que existimos
Cópias em vinil e CD do álbum apresentam uma capa forrada com vermelho veludo. Uma edição limitada "Loser Edition" do álbum foi lançada em disco de vinil transparente.
Em primeiro de julho de 2015, Beach House lançou o primeiro single do álbum, "Sparks". No dia 19 de agosto, nove dias antes do lançamento de Depression Cherry, a NPR Music disponibilizou um stream do álbum online.

## Recepção
Depression Cherry recebeu críticas em sua maioria positivas de críticos especializados. No Metacritic, que atribui uma classificação média ponderada de 100 às críticas dos principais críticos, o álbum recebeu uma pontuação média de 76, com base em 34 críticas, o que indica "críticas geralmente favoráveis".
O álbum foi descrito pela AllMusic como "uma volta aos dois primeiros [lançamentos da banda], porém melhor". Essa "volta ao passado" atraiu críticas da NME e da revista Q, as duas consideraram uma involução. Enquanto isso o crítico Will Hermes escrevendo para a Rolling Stone defendeu o disco como um aprofundamento do Indie pop dos antecessores elogiando o trabalho dos irmãos pelas "melodias extravagantes". A The A.V. Club e Entertainment Weekly deram ambas classificação de A- pra Depression Cherry, com a primeira citando o álbum como "um Dream pop muito imersivo em sua proposta".
Depression Cherry recebeu elogios do crítico Tim Jonze do The Guardian a qual citou positivamente a diminuição de bateria por acabar criando "[uma] capacidade impressionante de soar como se estivessem sussurrando cada música diretamente no seu tímpano" e termina a análise enaltecendo o riff de oito bits da faixa "Space Song" e a guitarra retorcida em "Beyond Love". Jayson Greene da Pitchfork reagiu positivamente escrevendo que: "Legrand e Scally tornaram-se tão hábeis em tecer sonhos que conseguem acender todas as luzes do set e ainda assim nos deslumbrar" e fez uma nota positiva para a canção "Levitation", concluiu a revisão dando nota de 8.2/10. Classificando como 4 estrelas de 5, Tony Clayton Lea do The Irish Times sentiu que a falta de uma mudança radical pode decepcionar alguns mas, para ele Depression Cherry é "[um] negócio sedutor e de tirar o fôlego com seu slow motion, como sempre". Dando nota 8 numa escala de 0 à 10, Collin Joyce redatora da revista Spin considera que "Depression Cherry continua sendo a imagem mais pura de serenidade, ou pelo menos de austeridade, sua emoção gêmea de gravidade opiácea" sentido que era o álbum mais Cocteau Twins da dupla.

### Reconhecimento
A faixa "Sparks" foi incluída na lista das 100 melhores músicas de 2015 do site Pitchfork.
| Publicação          | Listas                          | Rank | Ref.   |
| ------------------- | ------------------------------- | ---- | ------ |
| Blare Magazine      | Top 50 Álbuns de 2015           | 9    | [ 26 ] |
| Complex             | 50 melhores Álbuns de 2015      | 42   | [ 27 ] |
| Crack               | Melhores Álbuns de 2015         | 31   | [ 28 ] |
| Diffuser.fm         | Os 50 Melhores Álbuns de 2015   | 9    | [ 29 ] |
| Drowned in Sound    | Favoritos Álbuns do ano de 2015 | 70   | [ 30 ] |
| Gigwise             | Álbuns do ano de 2015           | 28   | [ 31 ] |
| Gorilla vs. Bear    | Álbuns de 2015                  | 38   | [ 32 ] |
| musicOMH            | Top 50 Álbuns de 2015           | 41   | [ 33 ] |
| No Ripcord          | Top 50 Álbuns de 2015           | 19   | [ 34 ] |
| Paste               | 50 Melhores Álbuns de 2015      | 19   | [ 35 ] |
| Pitchfork           | Os 50 Melhores Álbuns de 2015   | 28   | [ 36 ] |
| PopMatters          | 80 Melhores Álbuns de 2015      | 40   | [ 37 ] |
| Pretty Much Amazing | Os 50 Melhores Álbuns de 2015   | 22   | [ 38 ] |
| Rolling Stone       | 50 Melhores Álbuns de 2015      | 33   | [ 39 ] |
| Rough Trade         | Álbuns do ano de 2015           | 28   | [ 40 ] |
| Spin                | Os 50 Melhores Álbuns de 2015   | 16   | [ 41 ] |
| Sputnikmusic        | Top 50 Álbuns de 2015           | 19   | [ 42 ] |
| Stereogum           | Os 50 Melhores Álbuns de 2015   | 47   | [ 43 ] |
| The Skinny          | Top 50 Melhores Álbuns de 2015  | 31   | [ 44 ] |
| The Daily Telegraph | Os Melhores Álbuns de 2015      | —    | [ 45 ] |
| The Vinyl Factory   | Os 50 Melhores LPs de 2015      | 46   | [ 46 ] |
| Under the Radar     | Top 100 Álbuns de 2015          | 8    | [ 47 ] |

## Lista de faixas
Todas as músicas são escritas por Victoria Legrand
| N.º            | Título          | Duração |  |
| 1.             | "Levitation"    | 5:54    |  |
| 2.             | "Sparks"        | 5:20    |  |
| 3.             | "Space Song"    | 5:20    |  |
| 4.             | "Beyond Love"   | 4:24    |  |
| 5.             | "10:37"         | 3:48    |  |
| 6.             | "PPP"           | 6:08    |  |
| 7.             | "Wildflower"    | 3:38    |  |
| 8.             | "Bluebird"      | 3:56    |  |
| 9.             | "Days of Candy" | 6:16    |  |
| Duração total: | Duração total:  | 44:44   |  |

## Desempenho comercial
Depression Cherry estreou na oitava posição na Billboard 200, com 27 mil cópias vendidas em sua primeira semana.

## Desempenho nas tabelas musicais
| Gráfico (2015)                                | Pico |
| --------------------------------------------- | ---- |
| Austrália (ARIA)                              | 34   |
| Bélgica (Ultratop Flandres)                   | 13   |
| Bélgica (Ultratop Valônia)                    | 35   |
| Dinamarca (Hitlisten)                         | 20   |
| Países Baixos (Dutch Charts)                  | 16   |
| França (SNEP)                                 | 30   |
| Alemanha (Offizielle Deutsche Charts)         | 81   |
| Irlanda (IRMA)                                | 27   |
| 3                                             |      |
| Portugal (AFP)                                | 12   |
| Escócia (Official Scottish Albums)            | 18   |
| Espanha (PROMUSICAE)                          | 37   |
| Suécia (Sverigetopplistan)                    | 24   |
| Suíça (Schweizer Hitparade)                   | 58   |
| Reino Unido (Official Albums Chart)           | 17   |
| Reino Unido (UK Independent Albums Chart)     | 2    |
| Estados Unidos (Billboard 200)                | 8    |
| Estados Unidos (Billboard Independent Albums) | 1    |
| Estados Unidos (Top Rock Albums)              | 1    |

| Gráfico (2015)                                | Posição |
| --------------------------------------------- | ------- |
| Estados Unidos Independent Albums (Billboard) | 38      |

## Certificações
Nos Estados Unidos o álbum recebeu certificação de ouro pela Recording Industry Association of America após vender 500.000 cópias.